# الفحص المجهري الزمني
الفحص المجهري الفاصل الزمني هو تصوير فاصل زمني مطبق على الفحص المجهري.و يتم تسجيل تسلسل الصور المجهرية ثم عرضها بسرعة أكبر لإعطاء رؤية سريعة للعملية المجهرية.
قبل إدخال مسجل شريط الفيديو في الستينيات، تم إجراء تسجيلات مجهرية بفاصل زمني على فيلم فوتوغرافي. وخلال هذه الفترة، تمت الإشارة إلى الفحص المجهري الفاصل الزمني باسم microcinematography. مع زيادة استخدام مسجلات الفيديو و تم اعتماد مصطلح الفحص المجهري للفيديو بالفاصل الزمني تدريجيًا. اليوم و يتم إسقاط مصطلح الفيديو بشكل متزايد ، مما يعكس استخدام الكاميرا الرقمية الثابتة لتسجيل إطارات الصور الفردية، بدلاً من مسجل الفيديو.
ويمكن استخدام الفحص المجهري الزمني لمراقبة أي جسم مجهري بمرور الوقت. ومع ذلك، فإن استخدامه الرئيسي هو في بيولوجيا الخلية لمراقبة الخلايا المزروعة صناعياً. اعتمادًا على ثقافة الخلية،و يمكن تطبيق تقنيات الفحص المجهري المختلفة لتعزيز خصائص الخلايا حيث أن معظم الخلايا شفافة.
لتعزيز الملاحظات بشكل أكبر، تم تلوين الخلايا تقليديًا قبل الملاحظة. لسوء الحظ، فإن عملية التلوين تقتل الخلايا. قد أدى تطوير طرق وأساليب تلطيخ أقل تدميراً لمراقبة الخلايا غير الملوثة إلى أن علماء بيولوجيا الخلية يلاحظون بشكل متزايد الخلايا الحية. يُعرف هذا باسم التصوير الخلوي الحي .و تم تطوير عدد قليل من الأدوات لتحديد وتحليل الخلايا المفردة أثناء تصوير الخلية الحية.
الفحص المجهري الفاصل الزمني هو الطريقة التي تمد تصوير الخلية الحية من ملاحظة واحدة في الوقت المناسب إلى مراقبة الديناميات الخلوية على مدى فترات طويلة من الزمن. يُستخدم الفحص المجهري الزمني بشكل أساسي في الأبحاث ولكنه يُستخدم سريريًا في عيادات التلقيح الاصطناعي حيث أثبتت الدراسات أنه يزيد من معدلات الحمل ويقلل من معدلات الإجهاض ، ويتنبأ باختلال الصيغة الصبغية 
تعمل المناهج الحديثة على توسيع نطاق الملاحظات المجهري الفاصل الزمني إلى ما هو أبعد من صنع أفلام للديناميات الخلوية. تقليديا لوحظت الخلايا في المجهر وتم قياسها في مقياس خلوي.و يزداد عدم وضوح هذه الحدود حيث يتم دمج تقنيات القياس الخلوي مع تقنيات التصوير لرصد وقياس الأنشطة الديناميكية للخلايا والهياكل دون الخلوية. 

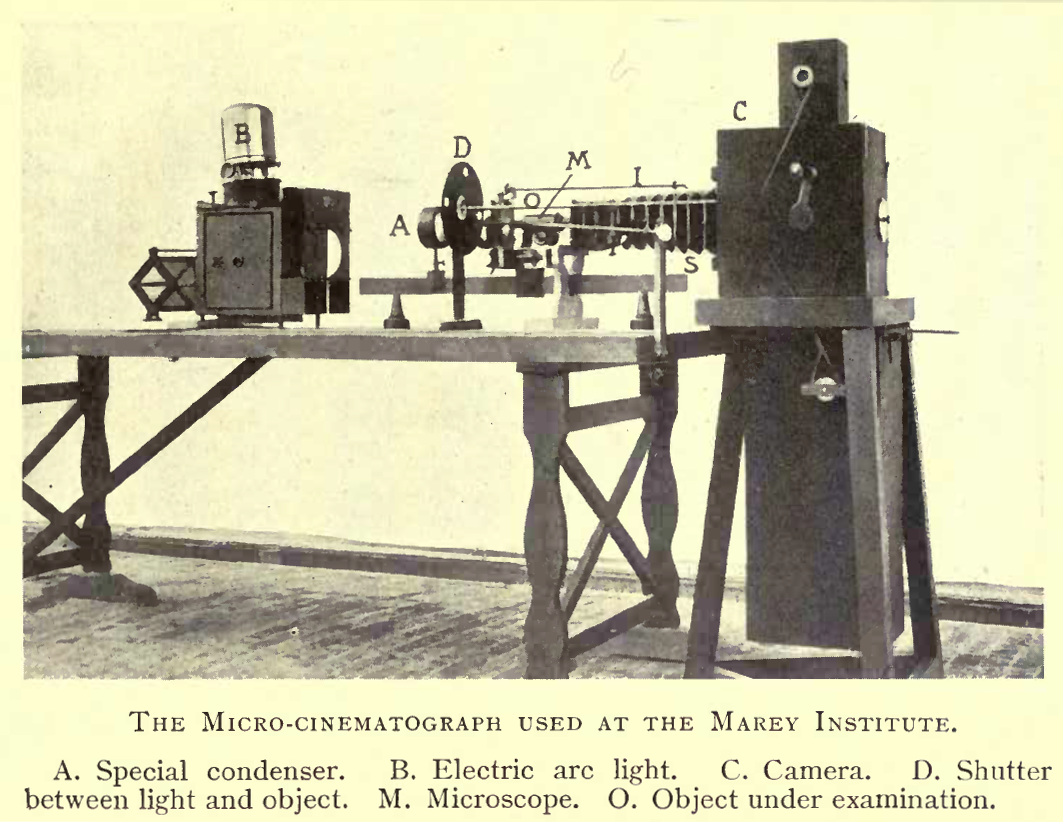
واحدة من الرسوم البيانية الدقيقة المستخدمة في معهد ماري خلال أواخر القرن التاسع عشر.

يعد فيلم The Cheese Mites للمخرج Martin Duncan من عام 1903 أحد أقدم الأفلام السينمائية الدقيقة. ومع ذلك فإن التطور المبكر للسينماتوغرافيا الدقيقة العلمية حدث في باريس. تم تجميع أول مجهر زمني تم الإبلاغ عنه في أواخر تسعينيات القرن التاسع عشر في معهد ماري ، الذي أسسه رائد التصوير الزمني إتيان جول ماري . ومع ذلك ، كان جان كوماندون هو من قدم أول مساهمات علمية مهمة في حوالي عام 1910.
كان كوماندون متخصصًا في علم الأحياء المجهرية متخصصًا في أبحاث مرض الزهري. مستوحى من عمل فيكتور هنري الميكروسينماتيكي على الحركة البراونية ،  واستخدم المجهر الفائق الاختراع حديثًا لدراسة حركات بكتيريا الزهري . في ذلك الوقت ، كان المجهر الفائق هو المجهر الوحيد الذي تظهر فيه البكتيريا ذات الشكل الحلزوني الرقيق. باستخدام كاميرا سينمائية ضخمة مثبتة بالمجهر الهش و أظهر بصريًا أن حركة البكتيريا المسببة للأمراض تختلف بشكل فريد عن الشكل غير المسبّب للمرض.وقد أثبتت أفلام كوماندون أنها مفيدة في تعليم الأطباء كيفية التمييز بين الشكلين.
ألهم عمل كوماندون الرائد الواسع الآخرين على تبني علم الميكروسينماتوغرافيا. قام Heniz Rosenberger ببناء مخطط ميكروسينماتوغراف في منتصف العشرينيات من القرن الماضي. وبالتعاون مع Alexis Carrel ، قد استخدموا الجهاز لتطوير تقنيات زراعة الخلايا في Carrel . تم إجراء عمل مماثل من قبل وارن لويس.
خلال الحرب العالمية الثانية ، أطلقت شركة Carl Zeiss AG أول مجهر متباين الطور في السوق. باستخدام هذا المجهر الجديد ، يمكن ملاحظة التفاصيل الخلوية لأول مرة دون استخدام البقع القاتلة. من خلال إعداد بعض تجارب الفاصل الزمني الأولى مع الخلايا الليفية للدجاج ومجهر تباين الطور ،وقد وصف مايكل أبيركرومبي أساس فهمنا الحالي لهجرة الخلايا في عام 1953.
مع التقديم الواسع للكاميرا الرقمية في بداية هذا القرن وأصبح الفحص المجهري الفاصل الزمني أكثر سهولة بشكل كبير ويشهد حاليًا زيادة غير ممثلة في المنشورات العلمية.